# Félicien Menu de Ménil
Félicien Menu de Ménil (Boulogne-sur-Mer, 16 de julho de 1860  - Neuilly, 28 de março de 1930) foi um barão, cônsul e músico francês.

## Biografia
Menu de Ménil tornou-se esperantista em 1901, e escreveu, abundantemente, artigos em quase todas as publicações esperantistas, assim como anúncios publicitários em língua francesa, e tornou-se membro da Societo Franca por la Propagando de Esperanto. Além disso, foi diretor da Franca Esperantisto e da France Esperantiste e redator principal da La Revuo. A partir de 1919, Menu de Ménil fez-se membro do Comitê Lingüístico.
Ele é mais conhecido como "o músico do esperanto". Ele compôs muitas melodias e canções, e todos os esperantistas conhecem a música que ele compôs para o hino La Espero, a qual, ainda que não tenha sido a primeira, pouco a pouco ela se tornou a versão oficial.

## Obras destacadas
- L' Heritage Klodarec, Comédia em ato único, 1906.
- La mortigistoj de Stradella - conto, do mesmo ano, da edição de setembro de La Revuo.
- Les prejuges contre l'E, 1908.
- Muzika terminaro, 1908.

## Fonte
Traduzido do artigo em esperanto.